# Mogwai Fear Satan Remixes
A Mogwai Fear Satan Remixes a Mogwai második középlemeze, amelyet 1998. március 30-án adott ki az Eye-Q Records az Egyesült Királyságban.
A Mogwai Fear Satan dalnak öt feldolgozása van; ebből az egyik Mogwai-, valamint a μ-Ziq-, a Surgeon- és a My Bloody Valentine-féle változatok találhatóak meg az albumon. A másik Mogwai-remix a Kicking a Dead Pig: Mogwai Songs Remixed című remixalbum hanglemez-változatán hallható.

## Számlista
A feldolgozások szerzői a cím után zárójelben vannak feltüntetve.
| 1.    | Mogwai Fear Satan Remix (Mogwai-remix)              | 9:50  |
| 2.    | Mogwai Fear Satan Remix (µ-Ziq-remix)               | 7:21  |
| 3.    | Mogwai Fear Satan Remix (Surgeon-remix)             | 6:26  |
| 4.    | Mogwai Fear Satan Remix (My Bloody Valentine-remix) | 16:12 |
| 39:58 |                                                     |       |

## Közreműködők

### Mogwai
- Stuart Braithwaite („pLasmatroN” álnéven) – keverés
- Dominic Aitchison
- Martin Bulloch
- Barry Burns
- John Cummings („Cpt. Meat” álnéven) – keverés

### Más zenészek
- Mike Paradinas, Kevin Shields – remix
- µ-Ziq, Surgeon, My Bloody Valentine – remix, producerek

## Fordítás
- Ez a szócikk részben vagy egészben  a   Mogwai Fear Satan című angol Wikipédia-szócikk ezen változatának fordításán alapul.  Az eredeti cikk szerkesztőit annak laptörténete sorolja fel. Ez a jelzés csupán a megfogalmazás eredetét és a szerzői jogokat jelzi, nem szolgál a cikkben szereplő információk forrásmegjelöléseként.